# Carbonate
Carbonate is een gemeente in de Italiaanse provincie Como (regio Lombardije) en telt 2757 inwoners (31-12-2004). De oppervlakte bedraagt 5,2 km², de bevolkingsdichtheid is 511 inwoners per km².
De volgende frazioni maken deel uit van de gemeente: Cascina Cipollina, Cascina Abbondanza, Moneta en La Pinetina.

## Demografie
Carbonate telt ongeveer 1095 huishoudens. Het aantal inwoners steeg in de periode 1991-2001 met 11,7% volgens cijfers uit de tienjaarlijkse volkstellingen van ISTAT.
| Jaar | Inwoneraantal |
| ---- | ------------- |
| 1991 | 2305          |
| 2001 | 2575          |

## Geografie
De gemeente ligt op ongeveer 267 m boven zeeniveau.
Carbonate grenst aan de volgende gemeenten: Appiano Gentile, Gorla Maggiore (VA), Locate Varesino, Lurago Marinone, Mozzate, Tradate (VA).

## Externe link

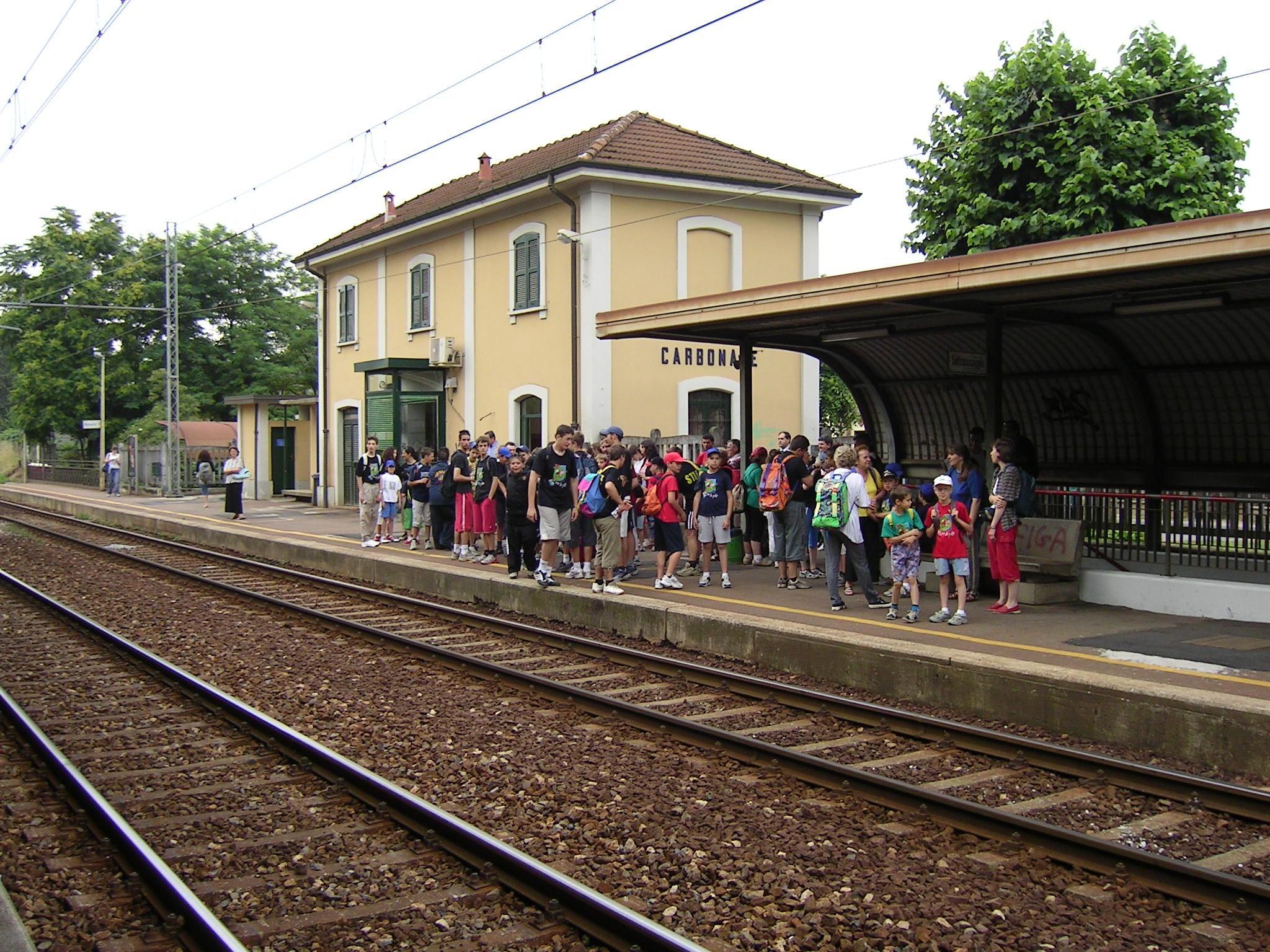